# 30th Avenue
30th Avenue – stacja początkowa metra nowojorskiego, na linii N i Q. Znajduje się w dzielnicy Queens, w Nowym Jorku i zlokalizowana jest pomiędzy stacjami Astoria Boulevard i Broadway. Została otwarta 19 lipca 1917.